# Katarzyna Nosowska
Katarzyna Nosowska, występująca też jako Nosowska (ur. 30 sierpnia 1971 w Szczecinie) – polska piosenkarka rockowo-alternatywna, autorka tekstów piosenek, kompozytorka, pisarka, felietonistka i prezenterka radiowa. Występuje solowo i jako wokalistka zespołu muzycznego Hey.
Jako nastolatka śpiewała w lokalnych zespołach w Szczecinie. W 1992 dołączyła do Hey, który w przeciągu kilku miesięcy zdobył ogólnopolską popularność i stał się jednym z najważniejszych reprezentantów polskiego rocka lat 90. Do zawieszenia przez grupę działalności w 2017 nagrała z nią 11 albumów studyjnych. Równolegle rozpoczęła karierę jako solistka. Pod własnym nazwiskiem wydała dotychczas 9 albumów studyjnych: puk.puk (1996), Milena (1998), Sushi (2000), UniSexBlues (2007), Osiecka (2008), 8 (2011), Basta (2018), Degrengolada (2023) oraz Kasia i Błażej (2024, w duecie z Błażejem Królem). Brała także udział w innych projektach muzycznych, między innymi współtworzyła supergrupę Yugoton (2001) i nagrała single promujące festiwal muzyczny Męskie Granie (2012, 2013, 2019). Ponadto współpracowała z innymi artystami, śpiewając gościnnie w ich utworach, pisząc dla nich teksty lub nagrywając wokale wspierające. W swojej twórczości łączyła elementy gatunków, takich jak rock, muzyka alternatywna, muzyka elektroniczna, trip hop i pop.
Pisała felietony dla kilku czasopism oraz wydała trzy ich zbiory w formie książek: A ja żem jej powiedziała… (2018), Powrót z Bambuko (2020) i Nie mylić z miłością (2023). Zagrała kilka epizodycznych ról w filmach, serialach i spektaklu teatralnym. Współprowadziła audycję radiową Tranzytem do niebytu na antenie Roxy FM (2009–2013). Odbyła serię stand-upowych występów Zmalowane wrota (2019).
Jest jedną z najpopularniejszych i najbardziej uznanych polskich piosenkarek i autorów tekstów. W 2010 została przez czasopismo „Machina” nazwana najlepszą polską wokalistką. Wygrała rekordową liczbę 34 Fryderyków, w tym trzy dla wokalistki roku i siedem dla autora roku. Ponadto jest laureatką między innymi dwóch Paszportów „Polityki”, w tym w honorowej kategorii kreatora kultury, Mateusza, Fenomenu „Przekroju”, trzech Bestsellerów Empiku za sprzedaż książek, trzech nagród aktorskich na Festiwalu Polskich Wideoklipów Yach Film oraz Dorocznej Nagrody Ministra Kultury i Dziedzictwa Narodowego. Jej nagrania były certyfikowane złotymi, platynowymi i multiplatynowymi płytami. 10 jej albumów zajęło pierwsze miejsce na notowaniu sprzedaży OLiS, a 26 utworów na Liście przebojów programu Trzeciego. W 2013 została odznaczona Złotym Krzyżem Zasługi.

## Dzieciństwo i młodość
Urodziła się 30 sierpnia 1971 roku w Szczecinie. Jest jedynaczką, córką marynarza i jego żony Krystyny (zm. 2025). Jej dziadek od strony matki pochodził spod Krakowa, zaś babka spod Łomży. Rodzina babki ze strony matki została wymordowana 1 listopada 1943 podczas zbrodni w Kałęczynie. Wychowywała się w bloku przy ulicy Miedzianej w Szczecinie. Uczęszczała do Szkoły Podstawowej nr 11, gdzie uczyła się w klasie z przyszłą aktorką Agatą Kuleszą. Na czas szóstej klasy przeniosła się do szkoły sportowej na profil pływacki, jednak po roku wróciła do poprzedniej placówki.
Pod presją rodziców kontynuowała naukę w szczecińskim technikum odzieżowym. Zaczęła w tym czasie śpiewać w Chórze Akademickim Politechniki Szczecińskiej, między innymi z przyszłą piosenkarką Joanną Prykowską. Po zdanej maturze nie miała pomysłu na dalszą naukę lub karierę zawodową. Za namową Kuleszy bez powodzenia podeszła do egzaminów wstępnych do Państwowej Wyższej Szkoły Teatralnej w Warszawie. Przez krótki czas pracowała jako sprzedawczyni w księgarni i sprzątaczka w prowadzonej przez ciotkę księgarni muzycznej. Następnie przez prawie rok była zatrudniona na poczcie, gdzie zajmowała się wprowadzaniem danych do komputerów Odra. Została zwolniona po tym, jak w sierpniu 1992 wyjechała na festiwal w Jarocinie bez udzielonego urlopu.

## Działalność muzyczna

### 1989–1991: Lokalne zespoły w Szczecinie
Podczas nauki w technikum wyjechała do letniej pracy w Niemieckiej Republice Demokratycznej w ramach obozu organizowanego przez Ochotnicze Hufce Pracy. Tam poznała Marka (ps. Fagas), gitarzystę Włochatego Odkurzacza – anarchopunkowego zespołu ze Szczecina. Po powrocie do Polski zaczęła przychodzić na próby grupy, podczas których Marek zachęcił ją do śpiewania. Przyjęła propozycję bycia wokalistką zespołu, wkrótce jednak została z niego usunięta, ponieważ nie zjawiała się na próbach. W 1989 przyszła na widownię koncertu Włochatego Odkurzacza w szczecińskim klubie Pinokio, gdzie muzycy spontanicznie zachęcili ją do wyjścia na scenę i zaśpiewania dwóch piosenek. Lenin, którego poznała podczas prób Chóru Akademickiego Politechniki Szczecińskiej, zaprosił ją do udzielenia wokali wspierających dla zespołu Szklane Pomarańcze, w którym śpiewał. Po jednej z prób dołączyła do stałego składu grupy jako druga wokalistka. Ze Szklanymi Pomarańczami występowała podczas nauki w trzeciej klasie technikum, do czasu rozwiązania zespołu z powodu powołania jednego z muzyków do wojska. Podczas prób poznała basistę Jacka Chrzanowskiego.
Dołączyła jako wokalistka do grającego muzykę elektroniczną zespołu Kafel, w którym grał Lenin. W 1989 grupa wystąpiła na organizowanym przez Jerzego Owsiaka festiwalu Letnia zadyma w środku zimy oraz wzięła udział w konkursie na festiwalu w Jarocinie, gdzie przegrała z Closterkellerem. Po Jarocinie Nosowska przestała przychodzić na próby Kafla, po czym opuściła zespół. W lutym 1990 członkowie zespołu Pidżama Porno, słysząc jej śpiew w piwnicy, poprosili ją o nagranie dla nich wokali wspierających. Zaśpiewała w chórkach utworów „Pasażer” (polskojęzycznej wersji „The Passenger” Iggy’ego Popa) i „Ulice jak stygmaty”, które znalazły się na wydanym w czerwcu tego samego roku albumie Futurista. Również w 1990 dołączyła do heavymetalowego zespołu Dum Dum, założonego przez gitarzystę Piotra Banacha, z którym poznał ją Chrzanowski. Po nagraniu kasety demo i zagraniu tylko jednego koncertu opuściła Dum Dum, przekonana przez ówczesnego partnera, że pozostali członkowie grupy źle ją traktują. Rozgniewany jej decyzją Banach nie odzywał się do niej przez dwa lata. Przez ten czas nie była członkinią żadnego zespołu, jednak jako wokalistka rozpoznawalna na szczecińskiej scenie rockowej dostawała zaproszenia do udzielenia wokali wspierających innym wykonawcom. Zaśpiewała w tym czasie między innymi dla zespołów Alians, No Way Out i Vivid.

### 1992–1999
Wiosną 1992 przyjęła otrzymaną przez Piotra Banacha po dwóch latach braku kontaktu propozycję śpiewania w zespole rockowym Hey, który zakładał. Skład grupy uzupełnili: basista Marcin Macuk, drugi gitarzysta Marcin Żabiełowicz i perkusista Robert Ligiewicz. Pierwszy koncert Hey odbył się 1 lipca 1992 na Rock Festiwalu w Kielcach, gdzie zespół zdobył drugie miejsce. W kolejnych tygodniach Jacek Chrzanowski zastąpił Macuka w składzie. Dzięki kasecie demo, nagranej dwa lata wcześniej przez Dum Dum z Nosowską w składzie, Hey dostał się na odbywający się w sierpniu festiwal w Jarocinie. Tam otrzymał drugą nagrodę dziennikarzy i wzbudził zainteresowanie Katarzyny Kanclerz, menedżerki prowadzącej z Andrzejem Puczyńskim wydawnictwo muzyczne Izabelin Studio. W kolejnych miesiącach Kanclerz zaczęła organizować dla Hey działania promocyjne, w tym występy w telewizji i koncerty. W listopadzie 1992 członkowie grupy podpisali kontrakt z Izabelin Studio i rozpoczęli nagrania debiutanckiego albumu studyjnego, Fire, którego premiera odbyła się 8 lutego 1993. W trzy tygodnie sprzedało się 30 tysięcy jego egzemplarzy, a spośród promujących go singli trzy („Moja i twoja nadzieja”, „Dreams” i „Teksański”) dotarły do 1. miejsca Listy przebojów Programu Trzeciego. Związek Producentów Audio-Video certyfikował go poczwórnie platynową płytą.
Wiosną 1993 nagrała cztery utwory z zespołem Dezerter, które zostały w tym samym roku wydane na maxi singlu Dezerter i kompilacji Jak powstrzymałem III wojnę światową, czyli nieznana historia Dezertera. W 1993 Hey zagrał na szeregu festiwali muzycznych, między innymi Printemps de Bourges we Francji, Krajowym Festiwalu Piosenki Polskiej w Opolu i Wojnie z trzema schodami, gdzie gościnnie zaśpiewał Ryszard Riedel. W międzyczasie nagrała wokale wspierające na albumy Enjoy! zespołu IMTM i Niech popłyną łzy Kobranocki. 23 listopada 1993 otrzymała statuetkę „Tylko Rocka” dla wokalistki roku, a 23 stycznia 1994 nagrodę Radia Kolor za największą osobowość sceniczną. Ponadto na początku 1994 triumfowała w kategorii estrada w pierwszym plebiscycie Paszportów „Polityki”. 22 kwietnia 1994 Hey wydał drugi album studyjny, Ho!, który w 10 dni sprzedał się w 250 tysiącach egzemplarzy i został certyfikowany potrójną platyną. Od 8 do 29 maja 1994 zespół odbył trasę po halach sportowo-widowiskowych i amfiteatrach. 9 października 1994 zagrał koncert w hali Spodek w Katowicach, przygotowany we współpracy z MTV Europe i RMF FM, udokumentowany na wydanym 6 grudnia 1994 albumie koncertowym Live!.
Otrzymała nominację w kategorii najlepsza wokalistka do nagród Fryderyki 1994 oraz w kategorii estrada do Paszportów „Polityki” za rok 1994. Wraz z Grzegorzem Porowskim zaśpiewała gościnnie w utworze Piotra Banacha „Piesenka”, wydanym na początku 1995 jako radiowy singel promujący jego planowany solowy album, ostatecznie niewydany. 29 maja 1995 Hey wydał minialbum Heledore, a w lipcu 1995 odbył podróż do Nowego Jorku w związku z czynionymi przez wytwórnię PolyGram Polska próbami wypromowania grupy w Stanach Zjednoczonych. Plany nie zostały zrealizowane z powodu nieporozumień z amerykańskim oddziałem PolyGramu i ciąży Nosowskiej, która uniemożliwiała dalekie podróże. 9 października 1995 Hey wydał trzeci album studyjny, ?, który pokrył się platynową płytą. Nasilające się na przełomie 1995 i 1996 konflikty przyczyniły się do zerwania przez zespół współpracy z Kanclerz i przeniesienia do wytwórni Mercury Records, stanowiącej część PolyGramu. Otrzymała nominację w kategorii autor roku do nagród Fryderyki 1995.
W 1996 nagrała utwór „Jeśli wiesz co chcę powiedzieć…” do elektronicznego podkładu muzycznego, który Piotr Banach przygotował na potrzeby filmu Gry uliczne w reżyserii Krzysztofa Krauzego. Współpraca zainspirowała ich do nagrania całego albumu w podobnej stylistyce. Jako że koncepcja nie zakładała udziału pozostałych członków Hey, postanowili wydać przygotowany materiał jako jej solowy debiut. Utwory zostały skomponowane przez Banacha, Andrzeja Smolika i Marcina Macuka, zaś producentem całości jest Banach. Album puk.puk został wydany 16 września 1996 przez Mercury Records. Został certyfikowany złotą płytą za sprzedaż 50 tysięcy egzemplarzy. Był promowany singlami „Jeśli wiesz co chcę powiedzieć…” i „O nas” oraz trasą koncertową. „Jeśli wiesz co chcę powiedzieć…” dotarł do 2. miejsca Listy przebojów Programu Trzeciego i 10. notowania 30 ton – lista, lista przebojów. Również w 1996 wraz z innymi artystami uczestniczyła w nagraniu utworu „Wystarczy chcieć” dla Fundacji Polsat. 5 kwietnia 1997 otrzymała podczas gali Fryderyki 1996 nagrody w kategoriach autor roku i album roku – muzyka alternatywna (puk.puk), ponadto była nominowana jako wokalistka roku i za album roku – rock (puk.puk).
Nagrała z zespołem Voo Voo nową wersję utworu „Nim stanie się tak, jak gdyby nigdy nic nie było”, która znalazła się na wydanym 5 maja 1997 albumie Flota zjednoczonych sił. 3 kwietnia 1997 wykonała ją na promującym wydawnictwo koncercie w Klubie Stodoła. Piosenka została wydana na singlu i dotarła do 3. miejsca Listy przebojów Programu Trzeciego. 5 maja 1997 Hey wydał czwarty album studyjny, Karma, certyfikowany złotą płytą. W lipcu 1997 zespół nagrał z udziałem innych polskich artystów „Moją i twoją nadzieję ’97”, nową wersję utworu „Moja i twoja nadzieja” z 1993, dedykowaną ofiarom powodzi tysiąclecia i wydaną na charytatywnym maxi singlu.
8 marca 1998 wydała nakładem Mercury Records drugi solowy album studyjny, Milena. Jego producentem i autorem muzyki do większości utworów jest Andrzej Smolik, ponadto po jednej piosence skomponowali Piotr Banach i Paweł Krawczyk. Promowały go single „Zoil” (z gościnnym udziałem Kazika Staszewskiego), „Gdy rozum śpi” i „Milena”. „Zoil” dotarł do 3. miejsca Listy przebojów Programu Trzeciego i 9. notowania 30 ton – lista, lista przebojów. „Gdy rozum śpi” został wykorzystany na ścieżce dźwiękowej do filmu Demony wojny według Goi w reżyserii Władysława Pasikowskiego.
W 1998 zaśpiewała gościnnie w piosence „Wzgórze” zespołu Voo Voo z albumu Oov Oov (wydanego 7 września) i „A nas to” Patrycji Kosiarkiewicz z albumu Kim więc jestem (wydanego 5 października). Oba utwory zostały wydane na singlach. Otrzymała nominacje w kategoriach wokalistka roku i album roku – muzyka alternatywna (Milena) do nagród Fryderyki 1998. 4 maja 1999 Hey wydał album Hey, ostatni nagrany z Piotrem Banachem, który opuścił zespół w lipcu 1999. We wrześniu 1999 zdobyła za rolę w teledysku do singla „4 pory” z albumu Hey nagrodę w kategorii kreacja aktorska na Festiwalu Polskich Wideoklipów Yach Film. Otrzymała ponadto nominację w kategorii wokalistka roku do nagród Fryderyki 1999.

### 2000–2009
Napisała trzy teksty na album Justyny Steczkowskiej Dzień i Noc, wydany 21 lutego 2000. 23 lutego 2000 zaśpiewała „Wielka dama tańczy sama” podczas koncertu Tyle słońca z piosenkami Anny Jantar, zorganizowanego w Teatrze Żydowskim w Warszawie. Nagranie znalazło się na wydanym 13 marca 2000 roku albumie koncertowym. 16 kwietnia 2000 zaśpiewała gościnnie w utworach „Się ściemnia” i „Paranoja jest goła” podczas jubileuszowego koncertu zespołu Maanam w Sali Kongresowej. W 2018 nagrania zostały wydane na albumie koncertowym Maanam i goście, a pierwsze z nich dotarło do 7. miejsca Listy przebojów Programu Trzeciego. 15 maja 2000 wydała nakładem Mercury Records i Universal Music Polska swój trzeci solowy album studyjny, Sushi, w całości wyprodukowany i w większości skomponowany przez Andrzeja Smolika. Promowały go single „Keskese”, „Electrified” i „Tfu”. 12 sierpnia 2000 zagrała koncert na Start Festiwalu Jarocin, podczas którego gościnnie wystąpił Robert Brylewski. Od 10 do 26 października 2000 odbyła trasę koncertową Sushi 2000. 30 listopada 2000 zaśpiewała gościnnie na jubileuszowym koncercie Lady Pank we Wrocławiu z okazji 18-lecia działalności, a w grudniu 2000 na koncercie Pidżamy Porno w Białymstoku z okazji 13-lecia działalności. Nagrania utworów „To co czujesz, to co wiesz” i „Stąpając po niepewnym gruncie” z drugiego z nich znalazły się na albumie koncertowym Koncertówka 2. Drugi szczyt, wydanym w 2003.

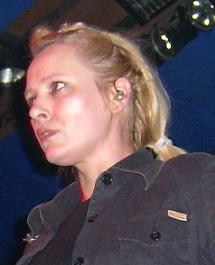
Nosowska podczas koncertu Hey w Lublinie (2005)

W plebiscycie Fryderyki 2000 zdobyła nagrody w kategoriach autor roku i album roku – muzyka alternatywna (Sushi), ponadto była nominowana jako wokalistka roku. Otrzymała także nominację do Paszportów „Polityki” za rok 2000 w kategorii estrada. Wspólnie z Andrzejem Smolikiem nagrała nową wersję utworu „The Iris Sleeps Under The Snow” zespołu Ścianka, która znalazła się na wydanym 29 stycznia 2001 minialbumie …only your bus doesn’t stop here. Weszła w skład supergrupy Yugoton, która nagrała polskojęzyczne covery piosenek z krajów byłej Jugosławii, w aranżacjach przygotowanych przez Olafa Deriglasoffa. Nagrany przez zespół album Yugoton został wydany 5 marca 2001. Zadebiutował na 1. miejscu listy sprzedaży OLiS i został certyfikowany złotą płytą za sprzedaż 50 tysięcy egzemplarzy. Na albumie znalazły się trzy utwory w wykonaniu Nosowskiej: „Rzadko widuję cię z dziewczętami” (w duecie z Pawłem Kukizem), „Gdy miasto śpi (snem kamiennym)” i „To była sobota”. Pierwszy z nich, wydany na singlu, dotarł do 1. miejsca Listy przebojów Programu Trzeciego i 4. notowania 30 ton – lista, lista przebojów. 2 września 2001 wzięła udział w jedynym koncercie Yugoton, który odbył się na torze łyżwiarskim Stegny w Warszawie.
W 2001 zaśpiewała gościnnie w utworze Przemysława Thiele „Hey” z albumu Monogatari (wydanego 5 maja), w trzech nagraniach wierszy na albumie Michała Żebrowskiego Lubię, kiedy kobieta (wydanym 25 czerwca) i w trzech piosenkach na albumie Złe misie zespołu Świetliki (wydanym 26 listopada). Również w 2001 zaśpiewała gościnnie w utworze „Jazda” grupy T.Love, nagranym na potrzeby albumu Model 01, jednak wersja z jej udziałem nie została wykorzystana z uwagi na sprzeciw wytwórni Warner Music Poland, z którą Hey miał kontrakt (w 2002 demo zostało wydane na singlu „Moje pieniądze”). 22 października 2001 odbyła się premiera szóstego albumu studyjnego Hey, [sic!], w tym pierwszego nagranego z gitarzystą Pawłem Krawczykiem, który zastąpił Piotra Banacha. Została nominowana w kategoriach wokalistka roku i autor roku do nagród Fryderyki 2001.
W latach 2002–2004 występowała gościnnie podczas koncertów zespołu Dezerter, począwszy od trasy po Anglii, Holandii i Belgii w kwietniu 2002. Została nominowana w kategoriach wokalistka roku i autor roku do nagród Fryderyki 2002. Wspólnie z Mietallem Walusiem nagrała utwór „Siódemka” na potrzeby kompilacji Projekt SI 031, wydanej 24 marca 2003. Wystąpiła gościnnie w singlu Renaty Przemyk „Kochana”, promującym jej wydaną 14 kwietnia 2003 składankę The Best Of. Piosenka dotarła do 1. miejsca Listy przebojów Programu Trzeciego. Nagrała cover utworu Andrzeja Dąbrowskiego „Zielono mi” na potrzeby wydanego 20 października 2003 albumu Ladies, z którego część dochodu została przekazana na fundację Porozumienie bez barier. Nagranie promowało go jako singel. 3 listopada 2003 zaśpiewała na dwóch koncertach galowych Ladies w Teatrze Polskim w Warszawie. 17 listopada 2003 Hey wydał album Music Music, który przez dwa pierwsze tygodnie po premierze zajmował 1. miejsce listy sprzedaży OLiS. Otrzymała nominacje w kategoriach wokalistka roku i autor roku do nagród Fryderyki 2003.

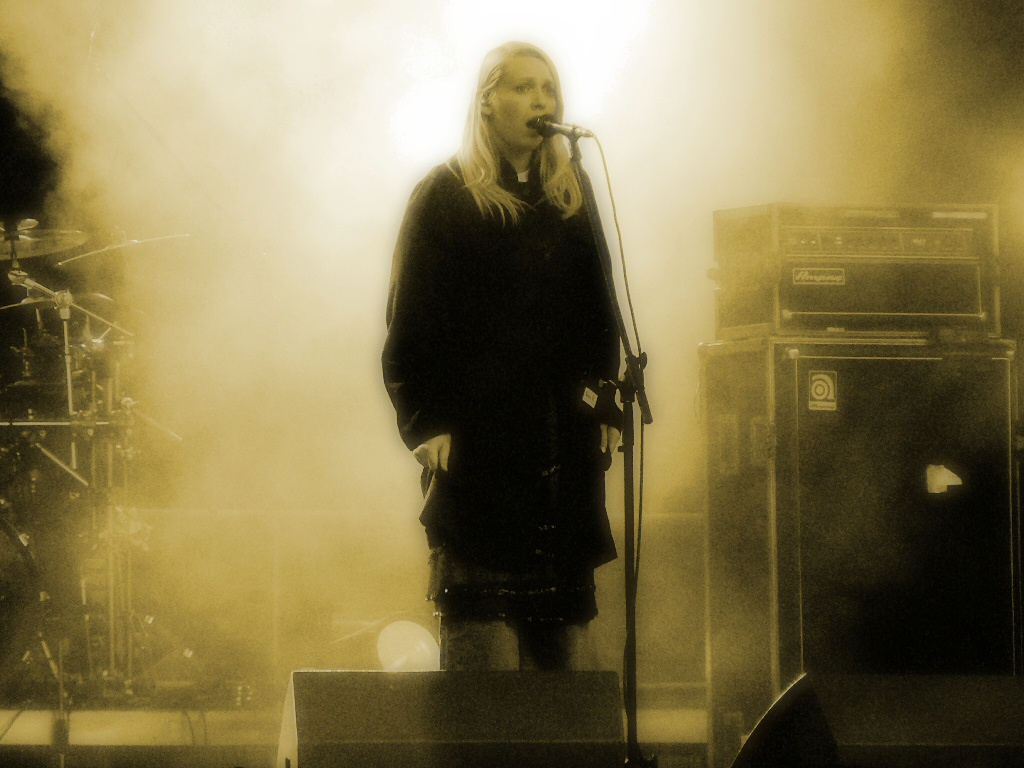
Nosowska podczas koncertu Hey w Warszawie (2007)

Napisała trzy teksty na debiutancki album Krzysztofa Zalewskiego (ps. Zalef), Pistolet, wydany 1 marca 2004, a także tekst do utworu Krzysztofa Krawczyka „Z daleka od trosk” z albumu To, co w życiu ważne, wydanego 31 maja 2004. 31 lipca 2004 zaśpiewała gościnnie na koncercie zespołu Dezerter na festiwalu Przystanek Woodstock, wydanym później na DVD. 9 października 2004 zdobyła za rolę w teledysku do singla Hey „Mru-Mru” nagrodę w kategorii kreacja aktorska na festiwalu Yach Film 2004. 4 maja 2005 odbyła się premiera dedykowanego Ekstraklasie singla „Prosta rzecz”, który nagrała z Arturem Rojkiem i Krzysztofem „Grabażem” Grabowskim. Napisała słowa utworu „Gdybyś wiedział” z debiutanckiego albumu zespołu Toronto, Miasto, wydanego 27 czerwca 2005. 23 września 2005 Maryla Rodowicz wydała album Kochać, na który napisała wszystkie teksty, ponadto udzieliła wokali wspierających w dwóch utworach.
21 listopada 2005 ukazał się album Hey Echosystem, certyfikowany platynową płytą. 30 stycznia 2006 zespół Silver Rockets wydał album Unhappy Songs, na którym zaśpiewała w dwóch utworach. 20 marca 2006 została w plebiscycie Fryderyki 2005 nagrodzona w kategoriach wokalista roku i autor roku. 20 maja 2006 odbyła się premiera nagranego przez Marylę Rodowicz z okazji Mistrzostw Świata w Piłce Nożnej 2006 utworu „Za Janasa”, do którego napisała tekst. Wspólnie z zespołem Pogodno nagrała utwór „Piosenka dla Franka” na potrzeby charytatywnego albumu Pocztówka do świętego Mikołaja 2006, wydanego 20 listopada 2006. 18 grudnia 2006 ukazał się album Wojciecha Waglewskiego Jasne błękitne okna, stanowiący ścieżkę dźwiękową do filmu pod tym samym tytułem, na którym zaśpiewała gościnnie w wydanym jako singel utworze „Piosenka kobieca”. 17 kwietnia 2007 otrzymała podczas gali Fryderyki 2006 nagrodę w kategorii autor roku, ponadto była nominowana jako wokalistka roku.

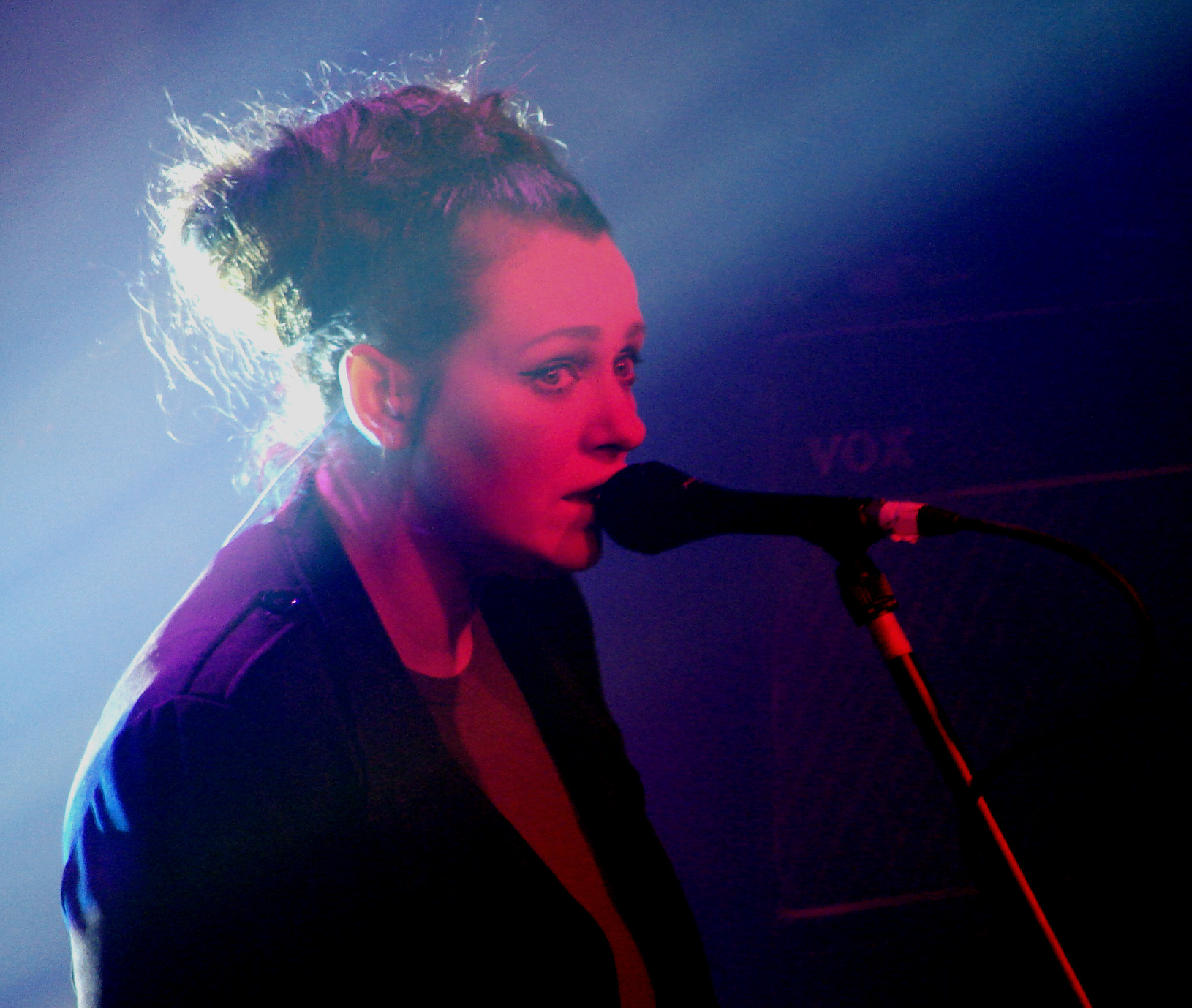
Nosowska podczas koncertu Hey w Nowym Jorku (2008)

28 maja 2007 wydała nakładem wytwórni QL Music czwarty solowy album studyjny, UniSexBlues. Materiał powstawał przez siedem lat i został w całości wyprodukowany przez Marcina Macuka. Album zajmował przez dwa tygodnie pierwsze miejsce listy sprzedaży OLiS i został certyfikowany złotą płytą za sprzedaż 15 tysięcy egzemplarzy. Promujące go single „Era retuszera”, „Nerwy i wiktoriańscy lekarze” oraz „Karatetyka” dotarły do pierwszej dziesiątki Listy przebojów Programu Trzeciego. 18 sierpnia 2007 zagrała na Off Festivalu w Mysłowicach swój pierwszy solowy koncert od siedmiu lat. 24 września 2007 otrzymała nominację w kategorii najlepszy polski wykonawca do Europejskich Nagród Muzycznych MTV 2007. Od 5 października do 11 listopada 2007 odbyła trasę koncertową UniSexBlues Show 2007. 15 listopada 2007 zdobyła Złotego Dzioba dla wykonawcy roku. 19 listopada 2007 Hey wydał album koncertowy MTV Unplugged, nagrany w ramach cyklu telewizji MTV pod tym samym tytułem. Wydawnictwo spędziło pięć tygodni na szczycie listy OLiS i sprzedało się w ponad 100 tysiącach egzemplarzy, dzięki czemu zostało certyfikowane potrójną platyną. 13 grudnia 2007 Zespół Reprezentacyjny wydał album Kumple to grunt, na którym wraz z innymi wykonawcami zaśpiewała gościnnie w wydanym na singlu utworze „Król”.
Od 7 lutego do 11 marca 2008 odbyła trasę koncertową UniSexBlues Show 2008. 25 lutego 2008 otrzymała nagrodę Fenomen „Przekroju” za rok 2007. 4 kwietnia 2008 wystąpiła na Przeglądzie Piosenki Aktorskiej we Wrocławiu. 7 kwietnia 2008 wygrała podczas gali Fryderyki 2008 nagrody w kategoriach wokalistka roku, autor roku, album roku muzyka alternatywna (UniSexBlues), piosenka roku i videoklip roku (dwie ostatnie za „Erę retuszera”). Napisała tekst do utworu Maryli Rodowicz „Pół oddechu” z albumu Jest cudnie, wydanego 12 maja 2008. W czerwcu 2008 zdobyła na XLV Krajowym Festiwalu Piosenki Polskiej w Opolu nagrodę specjalną TVP2 za najlepsze teksty literackie w muzyce rockowej, dodatkowo była nominowana do Superjedynki w kategorii artysta roku. 30 czerwca 2008 otrzymała nominację do Mateusza w kategorii muzyki rozrywkowej. 11 lipca 2008 zagrała na Eko Union of Rock Festivalu w Węgorzewie, a 18 lipca 2008 na festiwalu w Jarocinie.

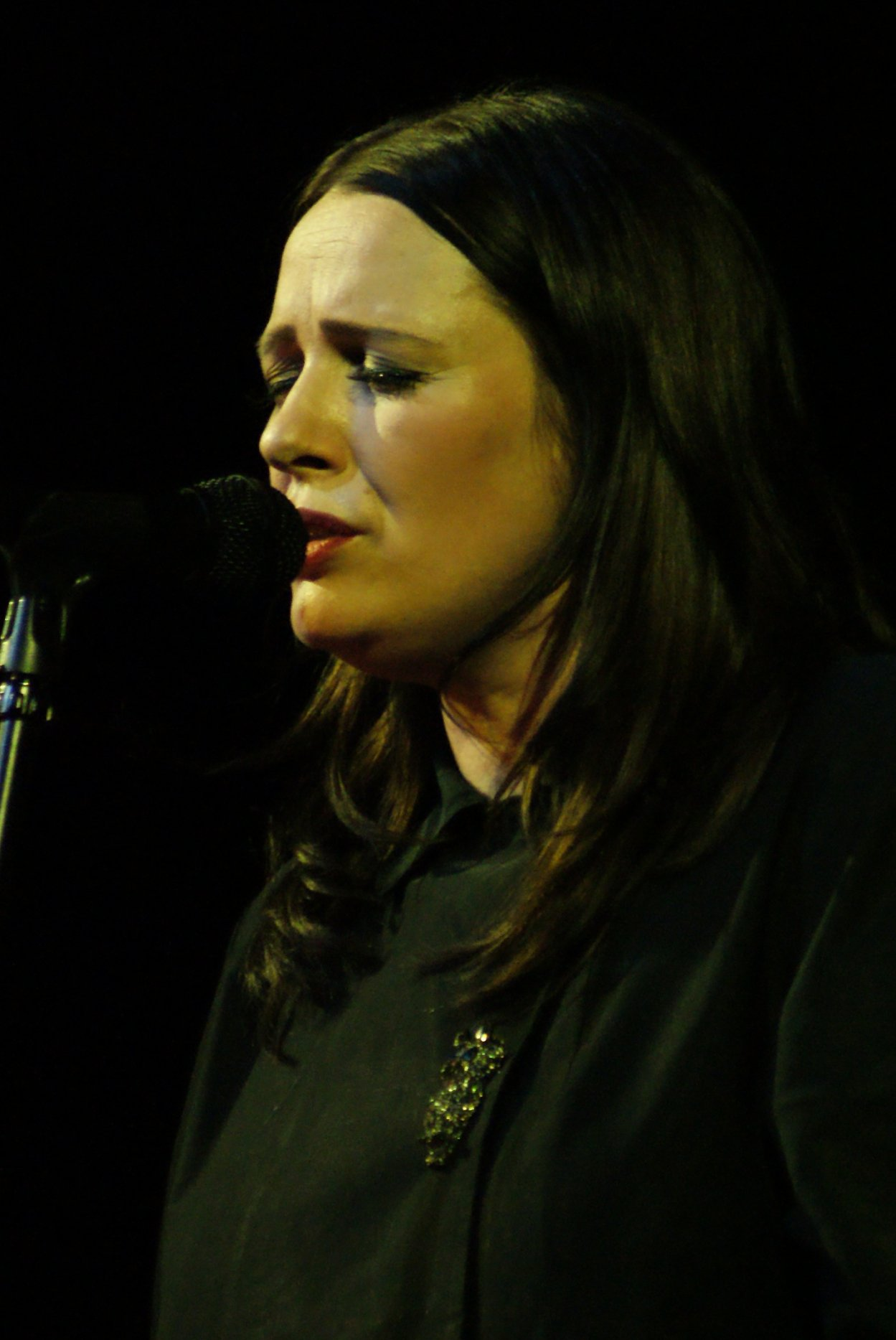
Nosowska podczas koncertu na festiwalu Pamiętajmy o Osieckiej w Warszawie (2008)

15 września 2008 wystąpiła jako gość specjalny podczas festiwalu Pamiętajmy o Osieckiej Fundacji Okularnicy, gdzie zaprezentowała własne interpretacje piosenek z tekstami Agnieszki Osieckiej. W kolejnych tygodniach przygotowany na tę okazję materiał muzyczny został zarejestrowany w studiu, a jego produkcją zajął się Marcin Macuk. Nagrania ukazały się 28 listopada 2008 nakładem QL Music w formie albumu Osiecka. Wydawnictwo spędziło osiem tygodni na 1. miejscu listy OLiS. W dniu premiery osiągnęło nakład odpowiadający złotej płycie, po dwóch tygodniach – platynowej, zaś w maju 2009 – podwójnie platynowej (60 tysięcy egzemplarzy). Album promowały single „Kto tam u ciebie jest?” i „Kokaina”. Dodatkowo utwór „Uciekaj moje serce” dotarł do 1. miejsca Listy przebojów Programu Trzeciego.
Od 6 marca do 23 kwietnia 2009 odbyła trasę koncertową promującą Osiecką. 20 kwietnia 2009 wygrała podczas gali Fryderyki 2009 nagrody w kategoriach wokalistka roku i album roku piosenka poetycka (Osiecka), dodatkowo była nominowana za piosenkę roku („Kto tam u ciebie jest?”) i najlepszą oprawę graficzną (Osiecka). 5 czerwca 2009 odbyła się premiera reedycji Osieckiej, wzbogaconej względem wersji pierwotnej o płytę DVD z filmem dokumentującym powstawanie albumu w reżyserii Grzegorza Lipca. 26 czerwca 2009 zaśpiewała na festiwalu TOPtrendy 2009 w Sopocie podczas koncertu Top, w którym zajęła z Osiecką 5. miejsce. 4 października 2009 zdobyła na festiwalu Yach Film 2009 nagrodę w kategorii kreacja aktorska za rolę w teledysku „Kto tam u ciebie jest?”. 23 października 2009 Hey wydał album Miłość! Uwaga! Ratunku! Pomocy!, który dotarł do 1. miejsca listy OLiS i został certyfikowany podwójną platyną. W 2009 zaśpiewała gościnnie w utworze „Mary & Jerry” Sidneya Polaka z albumu Cyfrowy styl życia (wydanego 27 marca), w dwóch utworach na albumie Kalambury zespołu Pustki (wydanego 26 października) i w piosence „STARtEST” T-raperów znad Wisły z albumu Ekshumacja 2 (wydanego 23 listopada).

### 2010–2019
Zaśpiewała gościnnie w utworze „Caesia & Ruben” z albumu Czesława Śpiewa Pop, wydanego 12 kwietnia 2010. 19 kwietnia 2010 otrzymała podczas gali Fryderyki 2010 nagrodę w kategorii autor roku, ponadto była nominowana jako wokalistka roku oraz, wspólnie z Pawłem Krawczykiem, w kategorii kompozytor roku. 30 maja 2011 Doda wydała album 7 pokus głównych, na który napisała tekst do utworu „Lazarium”. 23 września 2011 wydała szósty solowy album studyjny, 8, w całości wyprodukowany przez Marcina Macuka i Marcina Borsa. Ukazał się on nakładem Supersam Music, niezależnej wytwórni założonej przez jej management. Album przez trzy tygodnie po premierze zajmował 1. miejsce listy OLiS i pokrył się platynową płytą za sprzedaż 30 tysięcy egzemplarzy. Promowały go single „Nomada”, „O lesie” i „Kto?” oraz trasa koncertowa trwająca od 19 października do 19 listopada 2011. 26 kwietnia 2012 zdobyła podczas gali Fryderyki 2012 nagrody dla autora roku i za najlepszą oprawę graifczną albumu (8), ponadto była nominowana jako wokalistka roku, za piosenkę roku („Nomada”), album roku muzyka alternatywna i produkcję muzyczną roku (dwie ostatnie za 8).

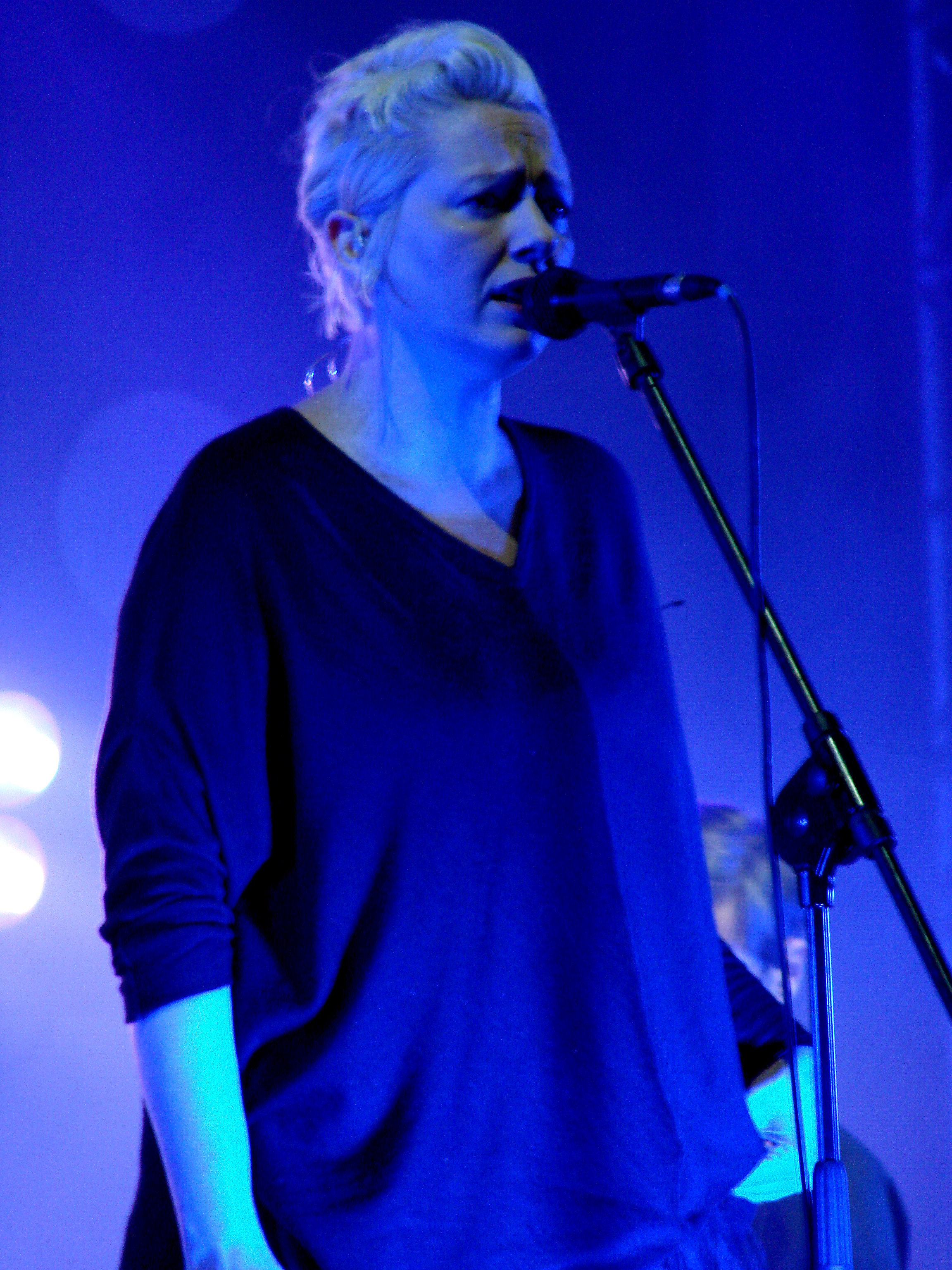
Nosowska podczas koncertu Hey w Chorzowie (2010)

8 maja 2012 zespół June wydał album July Stars, na którym zaśpiewała gościnnie w utworze „Przyznaj się”. Została mianowana dyrektorem artystycznym festiwalu Męskie Granie 2012. 11 maja 2012 odbyła się premiera promującego tegoroczną trasę singla „Ognia!”, który nagrała w duecie z Markiem Dyjakiem. Od 14 lipca do 1 września 2012 wystąpiła na wszystkich sześciu koncertach z trasy Męskie Granie 2012, solowo lub z Heyem. Latem 2012 zagrała także na Open’er Festivalu w Gdyni (6 lipca), festiwalu w Jarocinie (20 lipca) i Off Festivalu w Katowicach (3 sierpnia). 4 listopada 2012 zaśpiewała na gali z okazji 50-lecia Programu III Polskiego Radia w Teatrze Polskim w Warszawie. 6 listopada 2012 Hey wydał album Do rycerzy, do szlachty, doo mieszczan, certyfikowany platynową płytą. 3 grudnia 2012 ukazał się album koncertowy Męskie Granie 2012, na którym znalazło się siedem jej występów (w tym jeden z Hey) i wersja studyjna „Ognia!”. 17 grudnia 2012 otrzymała za sprawą albumu 8 Mateusza w kategorii muzyka rozrywkowa – wydarzenie.
28 stycznia 2013 przedsiębiorstwo Kayax ogłosiło rozpoczęcie współpracy menedżersko-wydawniczej z Nosowską i Hey. W 2013 ponownie została mianowana dyrektorem artystycznym festiwalu Męskie Granie, tym razem wspólnie z O.S.T.R.-em. 11 czerwca 2013 odbyła się premiera promującego go singla „Jutro jest dziś”, który nagrali w duecie. Od 13 lipca do 31 sierpnia 2013 wystąpiła na wszystkich siedmiu koncertach z trasy Męskie Granie 2013, między innymi w ramach przygotowanego na jej okazję przez Andrzeja Smolika projektu specjalnego Small Synth Orchestra. Cztery występy z jej udziałem znalazły się na albumie koncertowym Męskie Granie 2013, wydanym 9 września 2013. 4 września 2013 zagrała w Warszawie koncert w ramach emitowanego przez TVP2 cyklu Made in Polska. Od 5 do 24 listopada 2013 odbyła trasę koncertową Nosowska.zip, podczas której wykonywała utwory z wszystkich solowych albumów.
Napisała teksty do dwóch utworów na debiutancki album Sary Brylewskiej Skąd przyszłaś (wydany 1 kwietnia 2014), do singla Justyny Steczkowskiej „Terra” (wydanego 20 kwietnia 2014), do piosenki „Jesteś zwycięzcą!” wykonywanej przez piłkarzy Ekstraklasy (wydanej 3 czerwca 2014) oraz do utworu „Pół dziewczyna” z albumu Natalii Nykiel Lupus Electro (wydanego 23 września 2014). Stworzyła również słowa do „Elektrycznego”, singla promującego festiwal Męskie Granie 2014, który nagrali Brodka, Olaf Deriglasoff, Emade, Dawid Podsiadło i Andrzej Smolik w ramach supergrupy Męskie Granie Orkiestra 2014 (wydanego 4 czerwca 2014). 18 lipca 2014 zaśpiewała gościnnie na festiwalu w Jarocinie podczas koncertu Pidżamy Porno z okazji 30-lecia działalności Krzysztofa „Grabaża” Grabowskiego. Zaśpiewała gościnnie w coverach utworów „Come as You Are” Nirvany i „Auto Pilot” Queens of the Stone Age na albumie Rock’n’roll zespołu Tymon & The Transistors, wydanym 17 października 2014. Pojawiła się także w piosence „Wojna” duetu Fisz Emade Tworzywo z albumu Mamut, który ukazał się 6 listopada 2014. Została ona wydana jako singel i dotarła do 2. miejsca Listy przebojów Programu Trzeciego. 12 grudnia 2014 zaśpiewała „Mamonę” Republiki podczas koncertu Grzegorz Ciechowski – spotkanie z legendą w Teatrze Dramatycznym w Warszawie, którego nagranie zostało wydane 10 kwietnia 2015 w formie albumu koncertowego.

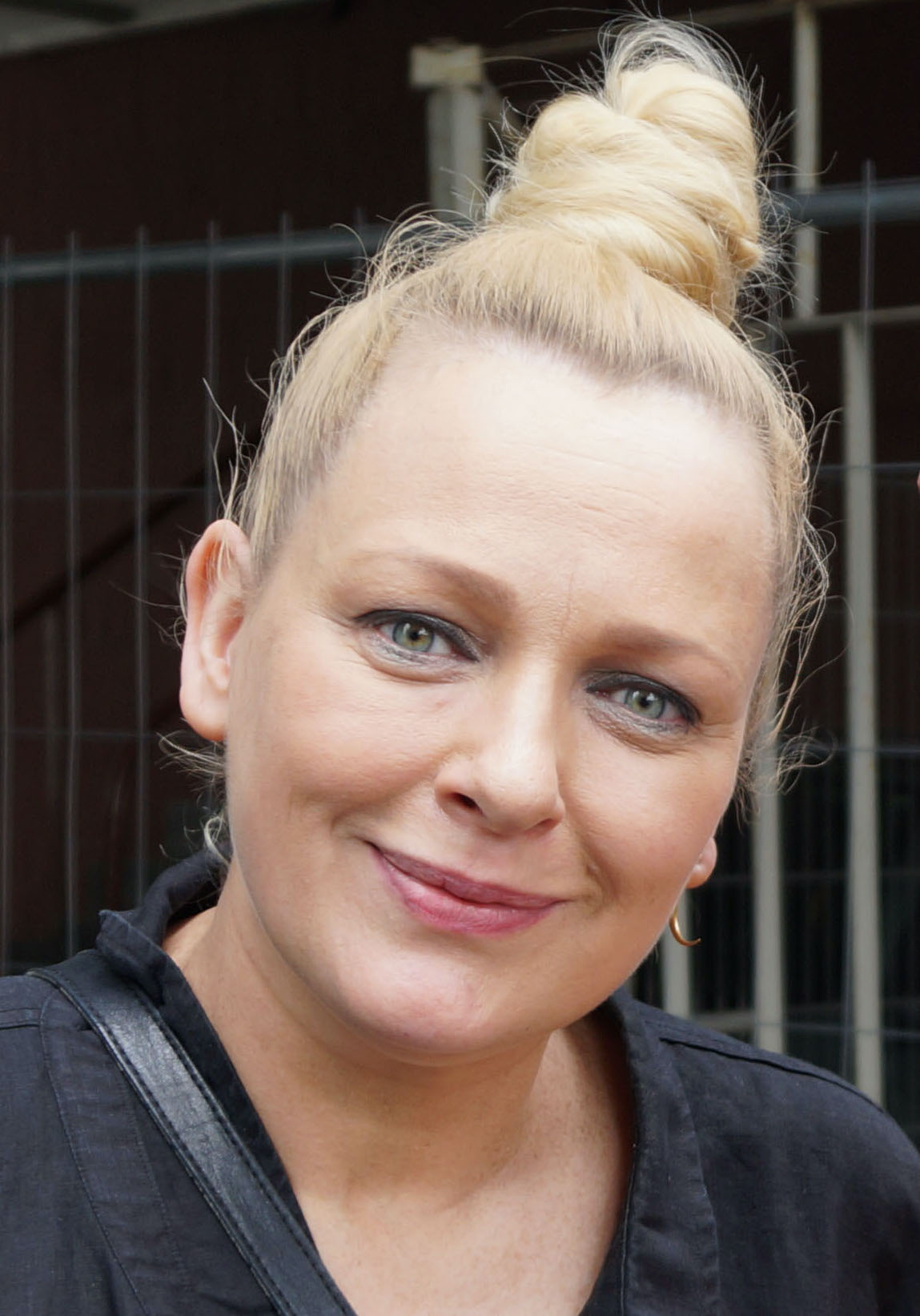
Nosowska (2016)

12 stycznia 2015 wydała singel „Sypnij ziarnem szczerych słów”, nagrany na potrzeby filmu Ziarno prawdy w reżyserii Borysa Lankosza. Został on wyróżniony nagrodami od jury i widowni na Konkursie Polskiej Piosenki Filmowej KamerTon. 18 kwietnia 2015 zagrała specjalny koncert Nosowska elektronicznie podczas festiwalu Red Bull Music Academy Weekender w Warszawie. 13 czerwca 2015 wystąpiła na Orange Warsaw Festivalu w Warszawie. W 2015 zaśpiewała gościnnie w coverze utworu Hey „Do rycerzy, do szlachty, do mieszczan”, nagranym przez Stanisławę Celińską na album Atramentowa… (wydany 11 maja), oraz w singlu „Czemu wciąż jest czwartek” Marcina Zabrockiego z albumu 1+1=0 (wydanego 4 września). 22 kwietnia 2016 Hey wydał album Błysk, certyfikowany platynową płytą. 3 i 6 czerwca 2016 wystąpiła na LIII Krajowym Festiwalu Piosenki Polskiej w Opolu. 4 listopada 2016 ukazał się album Krzysztofa Krawczyka Duety, na którym zaśpiewała gościnnie w utworze „Bezsenni”, wydanym jako singel.
Wystąpiła gościnnie w wydanym 23 lutego 2017 singlu Miuosha „Tramwaje i gwiazdy”, zwiastującym album POP. Nagranie zostało certyfikowane złotą płytą. Współtworzyła tekst do wydanego 1 czerwca 2017 singla „Nieboskłon”, nagranego przez Brodkę, Tomasza Organka i Piotra Roguckiego w ramach supergrupy Męskie Granie Orkiestra 2017. W czerwcu 2017 miała wystąpić gościnnie na koncercie Maryli Rodowicz z okazji jubileuszu 50-lecia jej działalności artystycznej podczas LIV Krajowego Festiwalu Piosenki Polskiej w Opolu, jednak ogłosiła szeroko komentowaną w mediach decyzję o rezygnacji w ramach protestu przeciwko próbom cenzurowania festiwalu przez Telewizję Polską. 29 lipca 2017 opublikowała cover utworu „King” zespołu T.Love, nagrany na potrzeby wydanego w 2018 albumu T.Cover. Zaśpiewała gościnnie w utworze Pauliny Przybysz „Papadamy” z wydanego 6 października 2017 albumu Chodź tu, promującego go jako singel. 12 października 2017 potwierdziła, że z jej inicjatywy Hey zawiesi działalność na czas nieokreślony, zaznaczając, że nie oznacza to rozwiązania zespołu. Ostatnią przed zawieszeniem aktywnością grupy były wydana 27 października 2017 kompilacja CDN oraz trwająca od 24 listopada do 14 grudnia 2017 trasa koncertowa Fayrant Tour, obejmująca największe hale sportowo-widowiskowe w Polsce.
10 i 11 lutego 2018 zaśpiewała gościnnie w utworze „Tramwaje i gwiazdy” podczas koncertów Miuosha, Smolika i Narodowej Orkiestry Symfonicznej Polskiego Radia w Katowicach, które odbyły się w sali koncertowej NOSPR. Nagranie występu znalazł się na albumie koncertowym Miuosh / Smolik / NOSPR, wydanym 25 maja 2018. 19 marca 2018 wystąpiła w Teatrze Polskim w Warszawie na gali 100-lecia ZAiKS-u. Zaśpiewała w nowej wersji utworu Lady Pank „Minus 10 w Rio”, nagranej na potrzeby wydanego 15 czerwca 2018 albumu LP1. 13 lipca 2018 zagrała na festiwalu w Jarocinie. 19 lipca 2018 wydała nową wersję piosenki „Jeśli wiesz co chcę powiedzieć…”, nagraną z Zamilską jako Zamilska remix w ramach projektu „Powroty” T-Mobile Music Beats. 25 sierpnia 2018 wzięła udział w koncercie projektu specjalnego ØNA podczas festiwalu Męskie Granie w Żywcu, gdzie wspólnie z Renatą Przemyk zaśpiewała „Kochaną”.
12 października 2018 wydała nakładem Kayax siódmy solowy album studyjny, Basta, w całości wyprodukowany przez Michała „Foxa” Króla. Wydawnictwo zadebiutowało na 1. miejscu listy OLiS i pokryło się platynową płytą za sprzedaż 30 tysięcy egzemplarzy. Promujące je single „Ja pas!”, „Nagasaki” i „Brawa dla Państwa” dotarły kolejno do 2., 10. i 10. miejsca Listy przebojów Programu Trzeciego. Trasa koncertowa promująca album, Na tłusto, trwała od 5 października do 17 listopada 2018. W jej ramach zagrała 27 października 2018 na festiwalu Soundedit w Łodzi, gdzie otrzymała nagrodę Człowieka ze Złotym Uchem. 23 listopada 2018 wydała interpretację utworu „Coraz bliżej święta”, nagraną w ramach kampanii reklamowej koncernu Coca-Cola.
25 stycznia 2019 w dystrybucji cyfrowej ukazała się reedycja albumu Basta, wzbogacona względem wydania pierwotnego o premierowy singel „Joystick” z gościnnym udziałem Miuosha oraz mówione komentarze do wszystkich piosenek. Od 8 stycznia do 10 marca 2019 odbyła się kolejna trasa koncertowa promująca album, Na tłusto i basta. 9 marca 2019 wygrała podczas gali Fryderyki 2019 nagrodę za album roku alternatywa (Basta), ponadto była nominowana jako autor roku. 22 marca 2019 wytwórnia Magic Records wydała dwupłytową kompilację Poeci polskiej piosenki: Jeśli wiesz co chcę powiedzieć… z utworami, do których napisała teksty, w wykonaniu różnych artystów (w tym jej samej i Hey). Album dotarł do 1. miejsca listy sprzedaży OLiS i pokrył się złotą płytą za sprzedaż 15 tysięcy egzemplarzy.
Wspólnie z Igo, Tomaszem Organkiem i Krzysztofem Zalewskim utworzyła supergrupę Męskie Granie Orkiestra 2019. 30 maja 2019 odbyła się premiera nagranego przez nich singla promującego doroczną edycję festiwalu Męskie Granie, „Sobie i Wam”. Piosenka dotarła do 2. miejsca ogólnopolskiego notowania AirPlay – Top i była piątym najczęściej odtwarzanym przez polskie radiostacje w 2019 utworem. Ponadto zajęła 1. miejsca Listy przebojów Programu Trzeciego i Poplisty RMF FM oraz została certyfikowana platynową płytą. Od 13 lipca do 24 sierpnia 2019 wystąpiła w ramach Męskie Granie Orkiestry 2019 podczas wszystkich festiwali z trasy Męskie Granie 2019.
28 czerwca 2019 Pat Jacob wydał album Całkiem nowy człowiek, na którym zaśpiewała gościnnie w utworze „Słońca”. 2 sierpnia 2019 ukazał się album Janerka na basy i głosy, na którym znalazły się nagrane przez nią covery utworów Lecha Janerki „LA” i „Wieje”. Wraz z pozostałymi wykonawcami, którzy pracowali nad wydawnictwem, otrzymała nominację w kategorii album roku muzyka poetycka do Fryderyków 2020. 15 listopada 2019 odbyła się premiera albumu koncertowego Męskie Granie 2019, na którym znalazły się wszystkie wykonania Męskie Granie Orkiestry 2019 oraz jej występ z Łoną. Wydawnictwo dotarło do 1. miejsca listy OLiS i pokryło się podwójnie platynową płytą za sprzedaż 60 tysięcy egzemplarzy. Album promował jako singel cover utworu Maryli Rodowicz „Sing-Sing”, który wykonywała z Igo i Krzysztofem Zalewskim. 13 grudnia 2019 ukazał się poświęcony grupie Acid Drinkers tribute album Ladies and Gentlemen on Acid, na którym znalazła się jej interpretacja piosenki „My Soul’s Among to Lions”.

### Od 2020

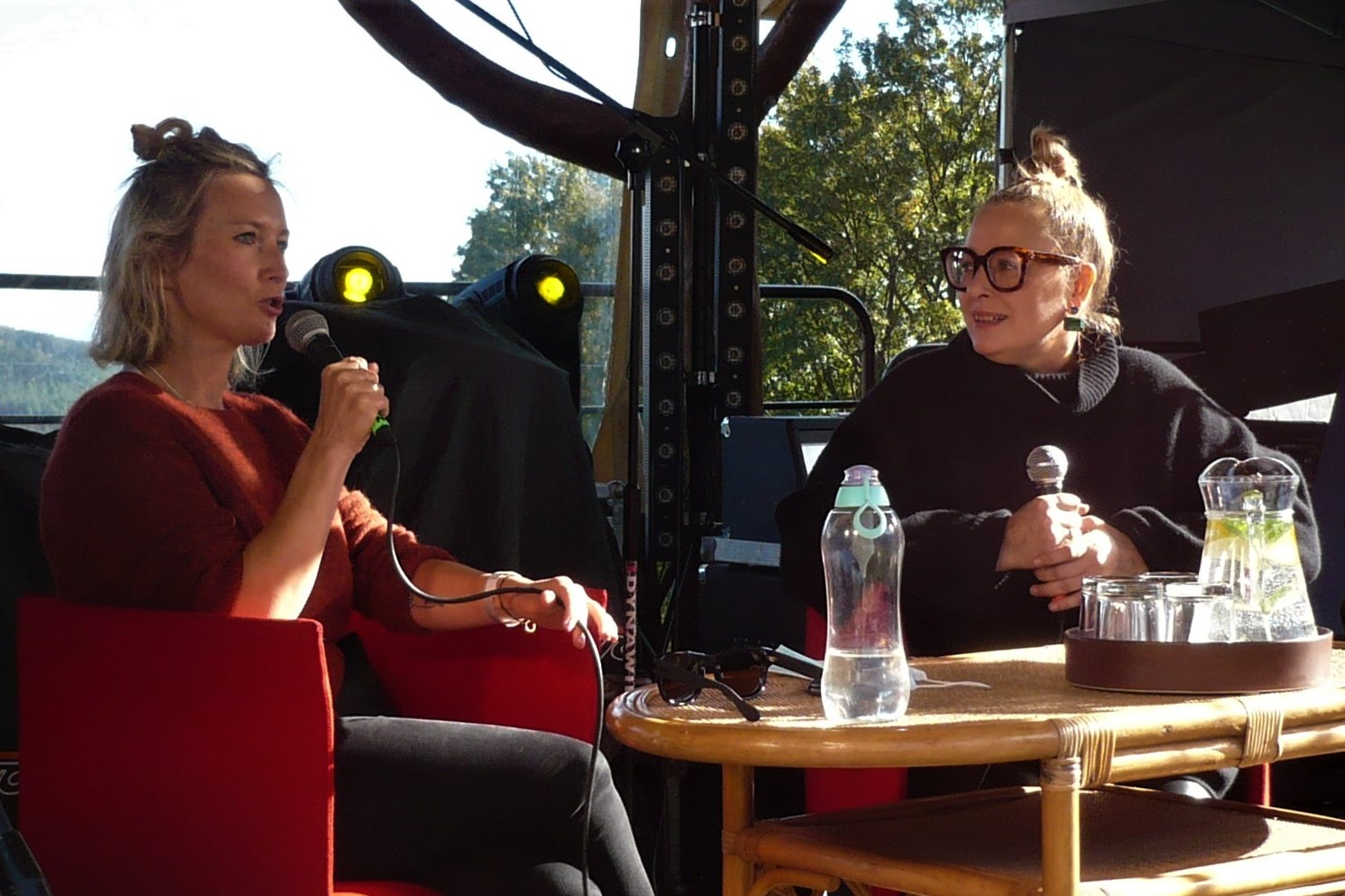
Nosowska podczas wywiadu z Agnieszką Szydłowską (2020)

Zaśpiewała w nowej wersji utworu „Tramwaje i gwiazdy” Miuosha, nagranej przez 70 muzyków przy użyciu smartfonów i wydanej 21 kwietnia 2020. 9 maja 2020 opublikowała nagranie przygotowane w ramach akcji #hot16challenge. 8 sierpnia 2020 zagrała koncert podczas festiwalu Męskie Granie 2020, gdzie gościnnie wystąpił z nią Mata. Zaśpiewała w utworze „Zadymka” na wydanym 23 października 2020 albumie Anawa 2020 zespołu Voo Voo, stanowiącym interpretację albumu Marek Grechuta & Anawa z 1970. 24 stycznia 2021 Miuosh wydał niealbumowy singel „Klucze” z jej gościnnym udziałem. 9 lutego 2021 wykonała wspólnie z Okim i Igo utwór Kultu „Arahja” podczas gali Bestsellerów Empiku 2020. 16 lipca 2021 zespół Muchy wydał album Szaroróżowe, na którym wystąpiła gościnnie w utworze „Psy miłości”, wydanym jako singel. 17 lipca 2021 podczas festiwalu w Jarocinie odbył się pierwszy koncert Hey od zawieszenia działalności w 2017. 19 sierpnia 2021 wystąpiła na koncercie z okazji 20-lecia TVN24 podczas Top of the Top Sopot Festivalu 2021.
Zainicjowała utworzenie z Joanną Prykowską i Pawłem Krawczykiem zespołu Anieli, ale krótko po rozpoczęciu prac nad wspólnym materiałem zrezygnowała z udziału w grupie, która pozostała duetem. Zaśpiewała jednak gościnnie w ich debiutanckim singlu, „Jaśniejąca”, wydanym 21 stycznia 2022 i zapowiadającym album Blask. 7 lutego 2022 ukazał się singel „Wystarczy”, który nagrała w ramach akcji Mapa Zero Waste ING Banku Śląskiego. 18 sierpnia 2022 wystąpiła na Top of the Top Sopot Festivalu 2022. 7 października 2022 opublikowała cover utworu „Boso” zespołu Zakopower, nagrany na wydany 14 grudnia 2022 album Kayax XX Rework celebrujący 20-lecie wytwórni Kayax. W 2022 zaśpiewała gościnnie w utworach: „Nie ma nas” Tomasza Makowieckiego (wydanym 14 września jako singel), „Awejniak” Dawida Podsiadły z albumu Lata dwudzieste (wydanego 21 października) oraz „Wielkie oczy” Zakopower z albumu Widzialne / Niewidzialne (wydanego 9 grudnia).
19 maja 2023 wydała nakładem Kayax ósmy solowy album studyjny, Degrengolada, w całości wyprodukowany przez Michała „Foxa” Króla. Wydawnictwo dotarło do 3. miejsc list OLiS i OLiS – albumy fizycznie oraz zostało nominowane do Fryderyka 2024 w kategorii album roku indie pop. Promowały je single „Larum”, „Majak” (z gościnnym udziałem Natalii Szroeder), „Przytomna”, „Runo” i „Piękna degrengolada”. Latem 2023 wystąpiła między innymi na festiwalu w Jarocinie (15 lipca), Top of the Top Sopot Festivalu 2023 (23 sierpnia) oraz na festiwalu Męskie Granie 2023, gdzie we wszystkich miastach zagrała w ramach projektu Męskie Granie Przestawia specjalnie przygotowany koncert w duecie z Błażejem Królem. 4 października 2023 wydała singel „Neodym”, nagrany z gościnnym udziałem Błażeja Króla. Została nominowana do Europejskich Nagród Muzycznych MTV 2023 w kategorii najlepszy polski wykonawca.
14 i 15 października 2023 Hey zagrał koncerty w Spodku w Katowicach z okazji 30-lecia działalności. Od 1 listopada 2023 do 5 maja 2024 trwała trasa koncertowa Widzimy się wieczorem promująca album Degrengolada. Artystka występowała jako gość muzyczny w cyklu sześciu multimedialnych spektakli Beksiński.Live poświęconych twórczości Zdzisława Beksińskiego, odbywających się od 6 listopada 2023 do 26 listopada 2024. 10 czerwca 2024 wydała singel „Tylko to co chcę”, nagrany na potrzeby promocji serwisu strumieniowego Max.
20 sierpnia 2024 wystąpiła wspólnie z Błażejem Królem podczas Top of the Top Sopot Festivalu 2024, zaś 24 sierpnia 2024 na festiwalu Męskie Granie 2024 w Warszawe. 20 września 2024 odbyła jest premiera nagranego przez nich w duecie albumu Kasia i Błażej. Dotarł on do 2. miejsc list OLiS i OLiS – albumy fizycznie, ponadto otrzymał nominację do Fryderyka 2025 w kategorii album roku pop alternatywny. Promowały go single „Można”, „Wanna”, „Błyszcz” i „Dom”. „Można” dotarł do pierwszych miejsc list przebojów Programu III Polskiego Radia i Radia 357. 26 września 2024 ukazała się nowa wersja utworu Hey „Moja i twoja nadzieja”, dedykowana ofiarom powodzi w Europie Środkowej, w której zaśpiewała u boku innych polskich artystów. Od 3 listopada 2024 trwa promująca Kasię i Błażeja trasa koncertowa, Jenin-Piaseczno. 13 grudnia 2024 TVP2 wyemitowała koncert, który zagrała z Królem w ramach cyklu Muzyka na dobry wieczór.
10 stycznia 2025 ukazała się ścieżka dźwiękowa do filmu Kleks i wynalazek Filipa Golarza, na której wystąpiła gościnnie w dwóch utworach wykonywanych przez zespół Emo: „Biegać, skakać” i „Nowy Zielarz”. 13 marca 2025 wydała nagrany w duecie z sanah singel „Ofelia”, stanowiący nagranie wiersza Marii Pawlikowskiej-Jasnorzewskiej i zwiastujący album sanah Dwoje ludzieńków. 27 czerwca 2025 Hey wydał singel „Bezruch”, zaś od 4 lipca do 29 sierpnia 2025 zagra pięć koncertów w ramach cyklu festiwali Letnie Brzmienia. Od 15 września do 29 października 2025 Nosowska odbędzie wspólną trasę koncertową z Piotrem Roguckim, Światło i MRock, obejmującą hale sportowo-widowiskowe, z gościnnym udziałem Kazika i Dody. Podczas występów o aranżacjach wykonywanych utworów będzie decydować publiczność przy użyciu dedykowanej aplikacji. 19 i 20 września 2025 wystąpi gościnnie podczas koncertów sanah na PGE Narodowym w Warszawie.

## Działalność pozamuzyczna

### Literatura

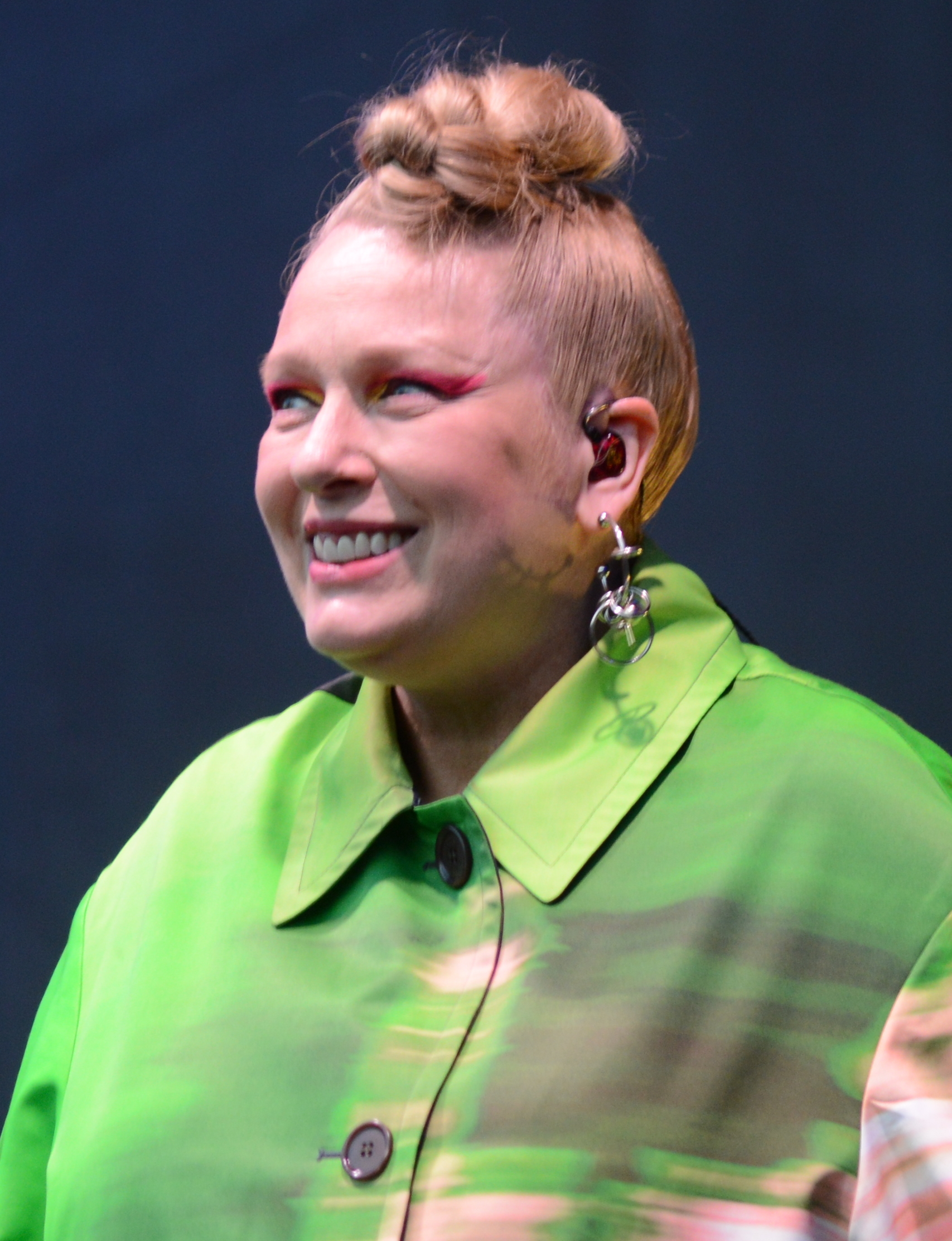
Nosowska podczas występu na festiwalu 3-Majówka we Wrocławiu (2022)

Publikowała felietony w czasopismach „Filipinka” (1998–2002), „Muza” (2003), „Sukces” (2005–2006), „Zwierciadło” (2007–2008, 2016–2017) i „Gazeta Magnetofonowa” (2016).
W 2000 ujawniła plan wydania tomu poezji, ostatecznie niezrealizowany. W latach 2000–2003 mówiła w wywiadach, że pisze powieść, jednak w 2005 wyjawiła, iż zrezygnowała z jej wydania.
23 maja 2018 wydała nakładem wydawnictwa Wielka Litera książkę A ja żem jej powiedziała…, stanowiącą zbiór 50 felietonów. Propozycję jej napisania otrzymała na fali popularności filmów, które zamieszczała w serwisie Instagram. W sklepach sieci Empik A ja żem jej powiedziała… była najlepiej sprzedającą się pozycją 2018 spośród książek, albumów muzycznych i płyt. Została dzięki niej nagrodzona Bestsellerem Empiku 2018 w kategorii literatura polska. Czytane przez nią nagranie książki było trzecim najczęściej słuchanym audiobookiem w serwisie Storytel w 2018, w tym pierwszym spośród literatury faktu.
Napisała scenariusz do trzeciego odcinka serialu telewizyjnego Canal+, Pisarze. Serial na krótko, wyemitowanego premierowo 15 czerwca 2019.
16 września 2020 wydała nakładem wydawnictwa Wielka Litera drugą książkę, Powrót z Bambuko, również napisaną w formie zbioru felietonów. Dzięki niej wygrała Bestsellera Empiku 2020 w kategorii literatura piękna.
20 października 2023 wydała nakładem wydawnictwa Wielka Litera trzecią książkę, Nie mylić z miłością. Została dzięki niej nagrodzona Bestsellerem Empiku 2023 w kategorii literatura piękna.

### Aktorstwo
W 2000 pracowała z Teatrem Montownia w Warszawie nad spektaklem Tesmoforie, który ostatecznie nie został zrealizowany. Zagrała gościnną rolę w odcinku serialu telewizyjnego Niania, wyemitowanym przez TVN w marcu 2009.
W 2014 wcieliła się w rolę Eurydyki w spektaklu teatralnym Cienie. Eurydyka mówi w reżyserii Mai Kleczewskiej, wyprodukowanym przez Teatr Polski w Bydgoszczy, Teatr Imka w Warszawie i Teatr Muzyczny „Capitol” we Wrocławiu. Śpiewała w nim cztery utwory, w tym „[sic!]” Hey i trzy specjalne na tę okazję przygotowane, skomponowane przez Pawła Krawczyka do jej tekstów. Premiera spektaklu odbyła się 20 marca 2014 we Wrocławiu w ramach XXXV Przeglądu Piosenki Aktorskiej. Następnie przedstawienie było wystawiane 26 i 27 marca 2014 w Bydgoszczy, a także od 3 do 6 czerwca 2014 i od 17 do 19 września 2014 w Warszawie.
Wcieliła się w epizodyczną rolę kobiety na posterunku w filmie Pitbull. Ostatni pies w reżyserii Władysława Pasikowskiego, którego premiera odbyła się 13 marca 2018. Zagrała gościnnie siebie samą w dwóch odcinkach piątego sezonu serialu Druga szansa telewizji TVN, emitowanego w kwietniu 2018. W 2020 wcieliła się w epizodyczne role pani Kalorii w filmie Darii Woszek Maryjki i matki Kuby w filmie Joanny Satanowskiej Bóg internetów. W 2025 wystąpiła jako Wróżka w filmie Kleks i wynalazek Filipa Golarza.

### Pozostałe
Jest członkinią Akademii Fonograficznej, stowarzyszenia zajmującego się wyłanianiem nominowanych i laureatów Fryderyków, w sekcji muzyki rozrywkowej.
Pod koniec lat 90. była jurorką w talent show Mini Playback Show telewizji TVN. W 2013 była doradczynią sędziego Kuby Wojewódzkiego w programie TVN X Factor, do którego wcześniej odrzuciła zaproszenie zasiadania w jury. 3 października 2014 wzięła udział jako gościnna jurorka w programie TVP2 Superstarcie. Od 2014 jest dyrektorem artystycznym i przewodniczącą jury Festiwalu Młodych Talentów, konkursu muzycznego organizowanego corocznie w Szczecinie.
Od września 2009 do marca 2010, a następnie od września 2011 do grudnia 2013 prowadziła z Pawłem Krawczykiem autorską audycję radiową Tranzytem do niebytu na antenie Roxy FM.
Była narratorką audiobooka Filipinki, to my! o zespole muzycznym Filipinki, wyprodukowanego przez Radio Szczecin i emitowanego od 17 lutego 2014.
Od lipca 2017 sporadycznie zamieszcza satyryczne filmy w serwisie społecznościowym Instagram. Za działalność na portalu została nominowana do Bestsellerów Empiku 2018 w kategorii wydarzenie roku.
Od 26 października do 3 grudnia 2019 odbyła serię spektakli Zmalowane wrota, łączących elementy stand-upu i inscenizowanych scen.
13 czerwca, 20 czerwca i 1 lipca 2020 poprowadziła Studio Ż – cykl trzech internetowych transmisji na żywo, zorganizowany przez festiwal Męskie Granie. Przeprowadzała w nim wywiady z innymi artystami.
Od 21 kwietnia 2024 prowadzi wraz z synem Mikołajem Krajewskim podcast Bliskoznaczni.
Wystąpiła w kampaniach reklamowych producenta napojów Coca-Cola (2018), ING Banku Śląskiego (2019, 2021, 2022), firmy spożywczej Alpro (2022–2023), portalu internetowego Pracuj.pl (2023), sklepu internetowego Zalando (2024) i serwisu strumieniowego Max (2024).

## Życie prywatne

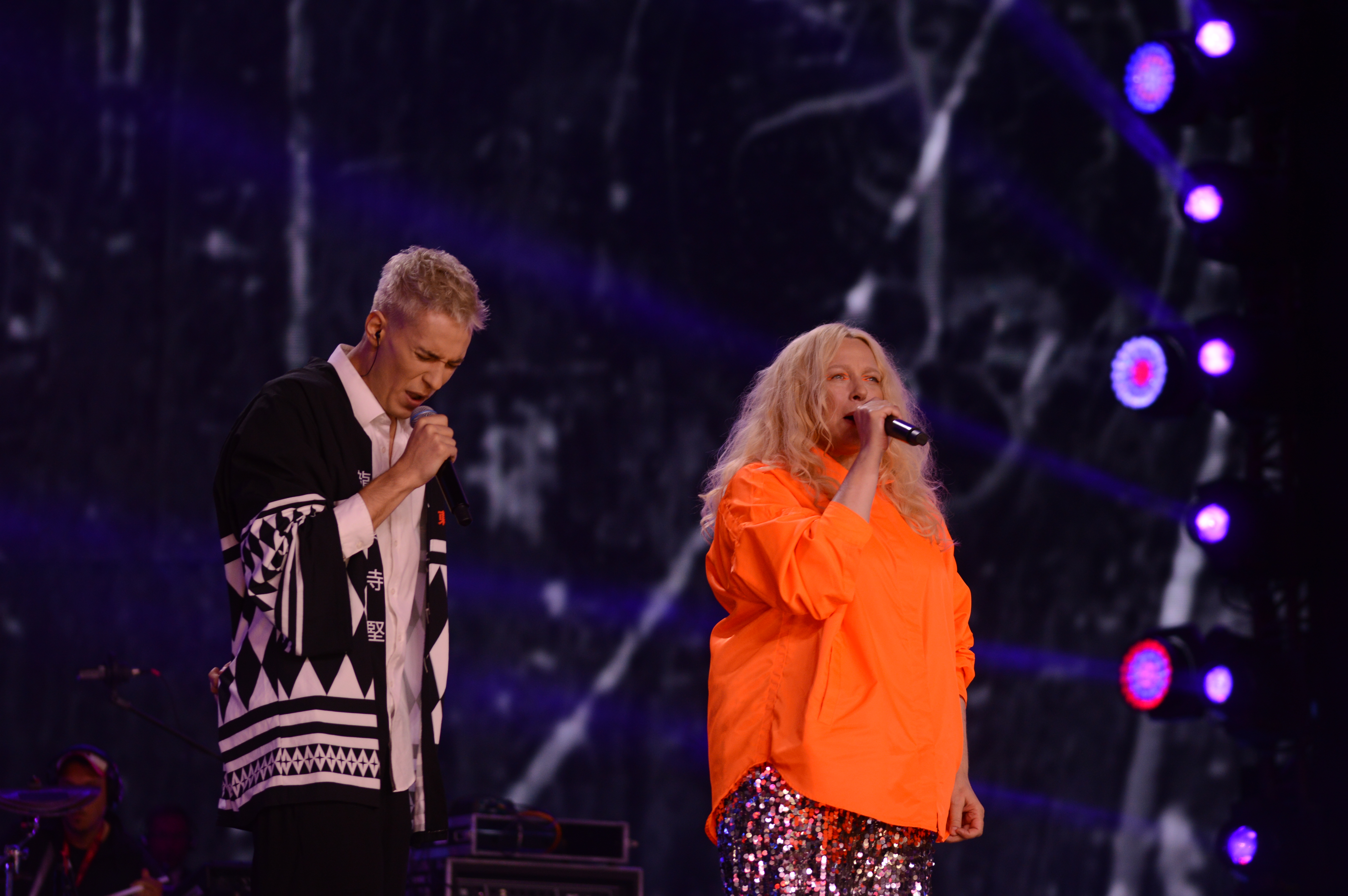
Nosowska z synem Mikołajem podczas wspólnego występu na Top of the Top Sopot Festivalu 2022

Podczas nauki w technikum była związana z Misiatym, wokalistą zespołu Szklane Pomarańcze, w którym też śpiewała. W latach 90. była w związkach z wokalistą Dum Dum, Grzegorzem Porowskim, wokalistą i gitarzystą Kobranocki, Andrzejem Kraińskim, oraz perkusistą Adamem Krajewskim. Z Krajewskim ma syna Mikołaja (ur. 22 maja 1996), który jako Miki gościnnie rapował w kilku jej piosenkach i występuje z nią na koncertach. W 2000 była zaręczona z aktorem Redbadem Klynstrą.
Od 2001 jest związana z muzykiem Pawłem Krawczykiem, gitarzystą Hey, za którego wyszła w listopadzie 2018 w Las Vegas.

## Charakterystyka muzyczna i inspiracje

### Stylistyka i gatunki muzyczne
Marta Waszkiewicz z czasopisma „Zwierciadło” napisała, że Nosowska „bezkompromisowo bawi się różnymi gatunkami i testuje nowe rozwiązania, śmiało żonglując rockiem, elektroniką, punkiem, poezją śpiewaną, szeroko pojętą alternatywą oraz precyzyjnie natchnionym popem”. Jej pierwsze solowe albumy reprezentowały głównie muzykę elektroniczną. Redaktor newonce.radio napisał: „Podczas gdy z Heyem trzymała się ambitnego, gitarowego popu, solowo zaczęła eksperymentować z muzyką elektroniczną, w której prywatnie się zasłuchiwała. Efektem były trzy bardzo dobre albumy, gdzie zapatrzenie w trip hop mieszało się z czytelnymi zapożyczeniami od ówczesnych hegemonów IDM-u”. Pierwszy z nich, puk.puk (1996), był inspirowany głównie trip hopem. Jacek Marczuk z portalu Porcys wskazał w nim podobieństwo brzmieniowe do Björk i Aphex Twinem, dodając: „Nikt w naszym kraju w latach 90. tak nie grał”. Na drugim, Milena (1998), dominowały elementy trip hopu i drum and bassu. Zdaniem Kamila Babacza z „Głosu Wielkopolski” trzeci album, Sushi (2000), łączył acid house, trance, electro, avant-pop, trip hop, italo disco i techno. Bartek Chaciński z „Machiny” porównał go do brzmienia The Chemical Brothers i The Orb. Album został zdominowany przez podkłady elektroniczne i zawierał niewiele słów, co Nosowska nazwała celowym zabiegiem artystycznym.
Według Karola Ludwikowskiego z portalu Spider’s Web na kolejnym solowym albumie, UniSexBlues (2007), „Nosowska odeszła od formuły stricte elektronicznej, a zaczęła uprawiać szeroko rozumianą muzykę alternatywną”. Marceli Frączek z portalu Screenagers.pl wskazał w nim elementy rock and rolla, R&B, electro, techno i bluesa. Następne wydawnictwo, Osiecka (2008), zostało nagrane z grupą dziewięciu muzyków, co w ocenie Bartka Kota z portalu Onet.pl „zbudowało niebywale bogaty brzmieniowo i różnorodny album”. Krytycy wskazali w nim elementy jazzu i rocka. Na albumie 8 (2011), opisywanym przez recenzentów jako minimalistyczny, dominowały dźwięki perkusji i fortepianu, ponadto wykorzystana została sekcja dęta i instrumenty smyczkowe. Krytycy wskazali w nim inspiracje muzyką filmową oraz twórczością Davida Bowiego, Radiohead, Steve’a Reicha i TV on the Radio.
Na kolejnym albumie, Baście (2018), powróciła do muzyki elektronicznej, inkorporując elementy electropopu, hip-hopu, ambientu i muzyki tanecznej. Artur Rawicz z Codziennej Gazety Muzycznej zwrócił uwagę na „surowość i minimalizm muzyki”. Rafał Samborski z portalu Interia napisał: „W większości numerów otrzymujemy tło, czy to w formie padów, czy prostego motywu syntetycznego, bas oraz bębny, a to wszystko najczęściej przełamywane jest w refrenie jakimś dodatkowym, bardziej melodyjnym motywem”. Grzegorz Dusza z czasopisma „Audio” ocenił: „Nosowska czasem flirtowała z klubowymi rytmami, ale nigdy w tak dużym natężeniu. Fox przygotował dla niej minimalistyczne podkłady oparte na perkusyjnych bitach, basowym pulsie i syntezatorowych barwach”. W ocenie Marcina Flinta z Codziennej Gazety Muzycznej na kolejnym albumie, Degrengoladzie (2023), dominuje „elektroniczny pop osadzony w jakimś rockowym dogmacie”. Jarosław Szubrycht z „Gazety Wyborczej” napisał: „Fox nie chłoszcze słuchaczy jaskrawym, piekącym electro, więcej w tym ambientów, półcieni, posttriphopowych bohomazów. Z drugiej strony, kiedy potrzebny jest wyrazisty rytm, wystukują go żywe bębny, tu i ówdzie odzywają się też gitary”. Paweł Waliński z Interii wskazał w nim elementy electropopu, synthwave’u, indie rocka i dance-punka.

### Teksty
Od ładnych paru lat wysyłam dość czytelny komunikat, że w tych tekstach płeć jest mniej ważna niż uniwersalna, dotycząca w tym samym stopniu kobiet, co i mężczyzn, kondycja ludzka. W tym mieści się również cielesność. Choć oczywiście piszę z perspektywy kobiecej. Jasne, zdarzały mi się teksty, w których wyraźniej manifestowały się motywy kobiecej seksualności, zdaję sobie sprawę, że dziś, kiedy kobiety wychodzą na ulicę i protestują, te teksty mogłyby być odczytane doraźnie i społecznie, podczas gdy ja jestem o wiele bardziej «ezoteryczna» niż «polityczna».

Dziennikarz muzyczny Bartek Chaciński napisał: „To (…) osoba, którą stać jako autorkę tekstów na bardzo wiele. Jest ironistką, niezmordowaną poszukiwaczką wewnętrznych rymów, badaczką dźwięczności polszczyzny”. Kulturoznawca Mirosław Pęczak wyraził opinię, że głównym punktem skupienia jej tekstów jest „ekspresja wrażliwości artystycznej” i „autonomia intelektualno-wrażliwościowa”, a ich tematyka nie przedstawia tylko kobiecej perspektywy, zamiast tego przyjmując perspektywę uniwersalną płciowo, a niekiedy „wypowiada się jak facet”. Dodał także, że na przestrzeni lat konsekwentnie pisała we własny sposób, w odróżnieniu od głównego nurtu kobiecych tekstów, której kwintesencję stanowią „przesadna emfaza, udawany dramatyzm, a częściej jeszcze melodramatyczność rodem z Trędowatej”.

### Inspiracje
Pośród inspiracji muzycznych wymieniła Nirvanę, Soundgarden, Björk, Tricky’ego, Portishead, The Notwist, Mogwai, Lali Punę, Arab Strap, Missy Elliott, Franka Zappę, Blondie, Lecha Janerkę i Marcina Świetlickiego. Wyznała także, że maniery wokalne Kurta Cobaina, Chrisa Cornella i Eddiego Veddera stanowiły dla niej wzór do śpiewania na pierwszych albumach Hey. W dziedzinie pisania tekstów inspiruje się Agnieszkę Osiecką, której twórczość nazwała swoim ideałem. Imitowała jej styl podczas pisania słów na album Maryli Rodowicz Kochać (2005).

## Sukcesy i osiągnięcia
Jej nagrania zostały certyfikowane przez Związek Producentów Audio-Video: jedno poczwórnie platynową płytą, 2 potrójnie platynową, 3 podwójnie platynową, 8 platynową i 9 złotą. Przekłada się to na co najmniej 1,79 miliona sprzedanych egzemplarzy albumów na terenie Polski. 10 z nich (w tym 5 solowych) zajęło pierwsze miejsce cotygodniowego notowania najlepiej sprzedających się albumów w Polsce, OLiS (publikowanego od 2000). 26 wykonywanych przez nią utworów dotarło do szczytu Listy przebojów programu Trzeciego, a 21 do szczytu Szczecińskiej Listy Przebojów.
Jest laureatką 34 Fryderyków, nagród muzycznych przyznawanych przez Związek Producentów Audio-Video, co jest najwyższym wynikiem spośród wszystkich osób w historii plebiscytu. 16 z nich zdobyła z zespołem Hey. Triumfowała trzykrotnie jako wokalistka roku (w 2006, 2008 i 2009) oraz siedmiokrotnie jako autor roku (w 1997, 2001, 2006, 2007, 2008, 2010 i 2012). Jest także laureatką między innymi dwóch Paszportów „Polityki”, Mateusza, Fenomenu „Przekroju”, trzech Bestsellerów Empiku, trzech nagród aktorskich na Festiwalu Polskich Wideoklipów Yach Film i Złotego Dzioba. Była pięciokrotnie nominowana do Europejskiej Nagrody Muzycznej MTV dla najlepszego polskiego wykonawcy, w tym dwukrotnie solowo i trzykrotnie z Hey. Czterokrotnie zakwalifikowała się do koncertu Top na festiwalu TOPtrendy, w tym raz solowo i trzykrotnie z Hey.
19 września 2011 otrzymała Doroczną Nagrodę Ministra Kultury i Dziedzictwa Narodowego w dziedzinie muzyki za całokształt twórczości. 18 stycznia 2022 wygrała Paszport „Polityki” w specjalnej kategorii kreator kultury. Dodatkowo z zespołem Hey otrzymała honorowe nagrody za całokształt na Sopot Festivalu (1994), TOPtrendy (2013) i Polsat SuperHit Festiwalu (2015).
W kwietniu 1994 wraz z pozostałymi członkami Hey otrzymała tytuł Honorowego Mieszkańca Miasta Szczecina. W 2001 otrzymała tytuł Ambasadora Szczecina. 4 czerwca 2013 została przez prezydenta Rzeczypospolitej Polskiej Bronisława Komorowskiego odznaczona Złotym Krzyżem Zasługi.

## Dziedzictwo

### Muzyka
Nosowska jest uznawana za jedną z najważniejszych postaci polskiej muzyki rozrywkowej i najpopularniejszych przedstawicieli polskiej sceny rockowej. W 2010 zajęła pierwsze miejsce w przygotowanym przez czasopismo „Machina” rankingu 50 najlepszych polskich wokalistek. Redaktorzy argumentowali, że „artystycznie matkuje co najmniej kilkudziesięciu polskim wokalistkom i niezliczonemu zastępowi tekściarzy obojga płci”. Dziennikarz muzyczny Grzegorz Brzozowicz ocenił, że po dziesięciu latach kariery była najważniejszą postacią polskiej sceny rockowej, o randze porównywalnej do Boba Dylana czy Neila Younga w Stanach Zjednoczonych. Dziennikarz Paweł Piotrowicz nazwał ją „artystką absolutnie wyjątkową, jedyną w swoim rodzaju” i napisał, że „osiągnęła w tym kraju sukces dostępny nielicznym”. Marta Waszkiewicz z czasopisma „Zwierciadło” napisała: „W polskiej kulturze i zbiorowej wyobraźni Katarzyna Nosowska to postać wyjątkowa i jedyna w swoim rodzaju, która nigdy nikogo nie udaje”. W 2022 Janusz Fogler, prezes Stowarzyszenia Autorów ZAiKS, nazwał ją „jedną z najbardziej spełnionych obietnic własnej drogi artystycznej w polskiej kulturze ostatnich trzech dekad”.
Wraz z zespołem Hey należy do czołowych reprezentantów polskiej muzyki rozrywkowej lat 90. Brzozowicz ocenił, że w połowie lat 90. była najpopularniejszą polską wokalistką, a jej sukces doprowadził do spopularyzowania rocka śpiewanego przez kobiety. Dodał: „To głównie dzięki Nosowskiej dziesiątki tysięcy dzieciaków w całej Polsce natychmiast utożsamiły się z Heyem. Ona była koleżanką z sąsiedztwa. Nie wdzięcząc się do słuchacza, śpiewała o bólu młodzieńczego istnienia”. Piotrowicz napisał, że „każda dziewczyna chciała być jak niepozorna i śpiewająca egzystencjalne teksty Katarzyna Nosowska”. Przemysław Dziubłowski z czasopisma „Ozon” ocenił, że jej sukces „zapoczątkował wielką falę kobiecego rocka. Wypłynęły na niej m.in. Edyta Bartosiewicz, Kasia Kowalska, Kayah i grupa O.N.A. z Agnieszką Chylińską”. Dziennikarka Karolina Korwin Piotrowska wspominała: „Jej teksty były kronikarskim zapisem tego, jak myślały dziewczyny, które dorastały razem z nią”. Napisany przez nią i wykonywany przez Hey utwór „Moja i twoja nadzieja” (1993) znalazł się w zestawieniach najważniejszych polskich przebojów.

### Teksty piosenek
Zaczynała od rzeczy okropnych, ale już trzecia płyta [?] okazała się czystą poezją. To było dla mnie przełomowe doświadczenie, bo wywracało myślenie o tekście piosenki: okrutna prawda egzystencjalna, rzeczy odrażające zmysłowo i brutalnie odważny przekaz. Oczywiście Kora pierwsza przesunęła granice, jeśli chodzi o kobiecą ekspresję, ale to jednak Nosowska dokonała rewolucji. (…) to było dzikie, a przez to zupełnie nieseksowne. Zerwała z założeniem, że kobieta ma w piosence czarować i uwodzić.

Reporter Jacek Antczak nazwał ją najlepszą polską autorką tekstów piosenek, zaś Robert Majewski z „Gazety Wyborczej” wymienił w „ekstraklasie tekściarzy”. Dziennikarz portalu Gazeta.pl wyraził nadzieję na nominowanie jej do Nagrody Nobla w dziedzinie literatury, na wzór Boba Dylana (jej laureata w 2016). Pisarka i felietonistka Dorota Masłowska wyraziła opinię, że istnieją nieudane generatory piosenek mające imitować jej styl pisania. Kulturoznawca Mirosław Pęczak ocenił, że wraz z innymi przedstawicielkami polskich autorek tekstów lat 90. przełamała „specyficzny stereotyp autorskiego tekstu kobiecego, którego bohaterka dokładnie odwzorowywała cechy przypisywane jej przez tak zwany tradycyjny męski punkt widzenia”. Pisarka Olga Drenda wyraziła opinię, że przywiązanie Nosowskiej do tekstów i stosowana przez nią gra słowem wpłynęły na twórczość innych artystek, na przykład Brodki i Meli Koteluk.
Wielokrotnie była porównywana do poetki i autorki tekstów Agnieszki Osieckiej. Antczak nazwał ją „rockową Osiecką”, zaś Bartek Chaciński z „Polityki” wyraził opinię, że Nosowską i Osiecką „można w tej chwili stawiać na tej samej półce, jeśli chodzi o ciężar gatunkowy piosenkowej poezji”.
W 2008 nakładem Wydawnictwa MG ukazała się książka Piosenka musi posiadać tekst: wokół twórczości Katarzyny Nosowskiej, praca zbiorowa pod opieką naukową literaturoznawczyni Izoldy Kiec, w której badacze akademiccy analizują wybrane teksty jej piosenek. W 2019 wytwórnia Magic Records wydała album z utworami, do których napisała teksty, w ramach cyklu wydawniczego Poeci polskiej piosenki.

### Wpływ na innych artystów
Nosowską pośród swoich inspiracji muzycznych lub idoli wymienili Kora, Krzysztof Zalewski, Daria Zawiałow, Natalia Nykiel, Bovska, Maja Hyży i Gienek Loska. Natalia Przybysz nazwała ją swoją ulubioną autorką tekstów w Polsce. Taco Hemingway rapował w piosence „BXL” z minialbumu Wosk (2016): „Nie chcę być nowym Tupakiem, chcę być nową Nosowską”.

## Dorobek artystyczny

### Muzyka
| Albumy studyjne - puk.puk (1996) - Milena (1998) - Sushi (2000) - UniSexBlues (2007) - Osiecka (2008) - 8 (2011) - Basta (2018) - Degrengolada (2023) - Kasia i Błażej (2024, z Błażejem Królem) | Albumy w ramach supergrup - Yugoton (2001) - Męskie Granie 2019 (2019) Kompilacje - Poeci polskiej piosenki: Jeśli wiesz co chcę powiedzieć… (2019) |

### Książki
- A ja żem jej powiedziała… (2018)[374]
- Powrót z Bambuko (2020)[379]
- Nie mylić z miłością (2023)[383]

### Filmografia
| Rok  | Tytuł                            | Rola                  | Dodatkowe informacje                                         | Źr.     |
| ---- | -------------------------------- | --------------------- | ------------------------------------------------------------ | ------- |
| 2009 | Niania                           | Dorota                | serial telewizyjny; odcinek „Spotkanie klasowe”              | [ 385 ] |
| 2018 | Pitbull. Ostatni pies            | kobieta na posterunku | film                                                         | [ 391 ] |
| 2018 | Druga szansa                     | ona sama              | serial telewizyjny; odcinki „Zamęt” i „Muszę zacząć od nowa” | [ 393 ] |
| 2019 | Pisarze. Serial na krótko        | —                     | serial telewizyjny; scenariusz odcinka 3                     | [ 378 ] |
| 2020 | Maryjki                          | pani Kaloria          | film                                                         | [ 395 ] |
| 2020 | Bóg internetów                   | matka Kuby            | film                                                         | [ 397 ] |
| 2025 | Kleks i wynalazek Filipa Golarza | Wróżka                | film                                                         | [ 398 ] |

### Spektakle
- Cienie. Eurydyka mówi jako Eurydyka (2014)[386]
- Zmalowane wrota (2019)[412]
- Beksiński.Live (2023–2024)[335][336]

### Trasy koncertowe
- puk.puk (1996)[55]
- Sushi 2000 (2000)[89]
- UniSexBlues Show (2007–2008)[157][163]
- Osiecka (2009)[183]
- 8 (2011)[204]
- Nosowska.zip (2013)[225]
- Na tłusto (2018)[272]
- Na tłusto i basta (2019)[276]
- Widzimy się wieczorem (2023–2024)[333]
- Jenin-Piaseczno (2024–2025, z Błażejem Królem)[352]
- Światło i MRock (2025, z Piotrem Roguckim)[359]